# Bruno Pais
Bruno Miguel Forte Pais, ou simplesmente Bruno Pais (Fundão, 10 de Junho de 1981), é um triatleta português.
Nas Olimpíadas de Pequim, em 2008, ficou em 17º lugar na categoria triatlo, terminando a 1,46 minutos do alemão Jan Frodeno, o vencedor.
Pertence aos quadros do Grupo Desportivo Estoril Praia.
O percurso desportivo de Bruno Pais começou pelo BTT. Ainda no escalão de cadete participou em diversas competições de nível nacional, tendo alcançado resultados de relevo. Passou depois pelo ciclismo de estrada com resultados interessantes. Com 16 anos, começou a dedicar-se ao Duatlo por influência de Fernando Feijão e António Catarino. No Duatlo teve uma progessão extremamente rápida, sendo chamado a representar Portugal logo após as primeiras participações.
Desde 2001 até 2009 apenas por uma ocasião foi batido em provas nacionais.
Também a partir da temporada 2001 integrou o Centro de Alto Rendimento do Jamor, passando a ser treinado pela equipa técnica da Federação de Triatlo de Portugal, composta por Sérgio Santos, António Jourdan e Bruno Salvador. Bruno Pais e Vanessa Fernandes são os atletas que há mais tempo estão neste grupo de trabalho.
A nível internacional, Bruno Pais sagrou-se Campeão da Europa de Triatlo no Escalão Sub23 em Julho de 2004, na Hungria. Em Julho de 2005 conquistou o seu primeiro pódio numa prova da Taça do Mundo, aconteceu em Corner Brook, no Canadá. Em Março de 2006 conquistou nova medalha de Bronze na Taça do Mundo de Aqaba, na Jordânia. Nesse mesmo ano, com o 4º lugar na Taça do Mundo de Madrid, disputada no dia 4 de Junho, assumiu a liderança do Ranking Mundial Masculino.